# Telšiaiský kraj
Telšiaiský kraj (litevsky Telšių apskritis) je nejmenším z deseti litevských krajů. Kraj leží na západě země. Hlavní město kraje: Telšiai. Kraj sousedí na severu s Lotyšskem, na západě s Klaipėdským, na východě se Šiauliaiským a na jihu s Tauragėským krajem.

## Okresy (savivaldybės) v kraji
V Telšiaiském kraji jsou 4 administrativní celky na úrovni okresu (savivaldybės):
- Okres Mažeikiai
- Okres Plungė
- Okres Telšiai
- Okres Rietavas - samosprávný celek na úrovni okresu, avšak označený ne jako okres, ale jako "samospráva" (savivaldybė).

## Vzdálenosti
- Telšiai - Klaipėda: 87 km
- Telšiai - Šiauliai: 72 km
- Telšiai - Vilnius: 285 km

## Zeměpisné údaje
Území kraje se rozkládá v povodí Němenu a Venty, v Žemaitijské vysočině, na severu přechází do nížiny středního toku řeky Venty. Hustá síť řek a potoků, množství pohledných jezer různé velikosti. Lesnatost 32,3 %, lesy jsou stejnoměrně rozloženy na území kraje.
Rozloha kraje je 4350 km², což činí 6,7 % rozlohy celého území Litvy. Zemědělská půda tvoří 52,7 %, lesy 32,3 %, vodní plochy 3 %, zastavěná plocha 2,4 %, jiné 6 % celkové plochy kraje.

## Města
V kraji je 7 měst (seřazena podle velikosti):
1. Mažeikiai
2. Telšiai
3. Plungė
4. Rietavas
5. Viekšniai
6. Varniai
7. Seda